# Albertine de Saussure
Albertine Adrienne Necker de Saussure (Ginevra, 1766 – Mornay, 1841) è stata una pedagogista svizzera.
Figlia di Horace-Bénédict de Saussure, sposò nel 1785 Jacques Necker, nipote dell'omonimo celebre banchiere. Propose nel suo L'educazione progressiva (1828) una conquista della libertà individuale attraverso obbedienza e privazione, con massima realizzazione nella religione.